# Arthonia verrucosa
Arthonia verrucosa är en lavart som beskrevs av Egea & Torrente. Arthonia verrucosa ingår i släktet Arthonia och familjen Arthoniaceae.   Inga underarter finns listade i Catalogue of Life.